# Павлово-Посадское викариатство
Па́влово-Поса́дское викариа́тство — викариатство Московской епархии Русской православной церкви.
Учреждено 10 октября 2009 года решением Священного Синода Русской православной церкви, когда архимандрит Кирилл (Покровский) был избран викарным епископом Московской епархии с титулом «Павлово-Посадский». Викариатство было и остаётся титулярным, так как архиереи с титулом «Павлово-Посадский» служили в Москве.

## Архиереи
- Кирилл (Покровский) (29 ноября 2009 — 22 марта 2011)
- Фома (Мосолов) (30 мая 2019 — 13 апреля 2021)
- Силуан (Вьюров) (c 24 марта 2022 года)